# Rasmus
Rasmus ist als Kurzform des ursprünglich aus dem Griechischen stammenden männlichen Vornamens Erasmus ein im norddeutschen und vor allem im skandinavischen Sprachraum vorkommender männlicher Vorname mit der Bedeutung Der Liebenswerte / Der Geliebte.

## Namensträger
- Rasmus Bach (* 1995), dänisch-australischer Basketballspieler
- Rasmus Bengtsson (Fußballspieler) (* 1986), schwedischer Fußballspieler
- Rasmus Bengtsson (Eishockeyspieler) (* 1993), schwedischer Eishockeyspieler
- Rasmus Borkowski (* 1980), deutscher Musicaldarsteller
- Rasmus Botoft (* 1972), dänischer Schauspieler
- Rasmus Damm (* 1988), dänischer Bahnradfahrer
- Rasmus Christoffer Effersøe (1857–1916), färöischer Nationaldichter
- Rasmus Elm (* 1988), schwedischer Fußballspieler
- Rasmus Engler (* 1979), deutscher Musiker und Autor
- Rasmus Gemke (* 1997), dänischer Badmintonspieler
- Rasmus von Gottberg (1932–2010), deutscher Schriftsteller und Regisseur
- Rasmus Guldhammer (* 1989), dänischer Radrennfahrer
- Rasmus Henning (* 1975), dänischer Triathlet
- Rasmus Jönsson (* 1990), schwedischer Fußballspieler
- Rasmus Katholm (* 1981), dänischer Fußballspieler
- Rasmus Kjær (* 1998), dänischer Badmintonspieler
- Rasmus Kofoed (* 1974) ist ein dänischer Sterne-Koch
- Rasmus Lauge Schmidt (* 1991), dänischer Handballspieler
- Rasmus Lerdorf (* 1968), dänischer Informatiker
- Rasmus Lindgren (* 1984), schwedischer Fußballspieler
- Rasmus Lindqvist (* 1979), finnischer Bandyspieler
- Rasmus Løland (1861–1907), norwegischer Schriftsteller
- Rasmus Lyberth (* 1951), grönländischer Sänger, Songwriter und Schauspieler
- Rasmus Magnussen (1560–1670), färöischer Altersrekordler
- Rasmus Malling-Hansen (1835–1890), dänischer Pastor und Konstrukteur
- Rasmus Mogensen (* 1974), dänischer Fotograf
- Rasmus Christian Quaade (* 1990), dänischer Radrennfahrer
- Rasmus Prehn (* 1973), dänischer Politiker
- Rasmus Christian Rask (1787–1832), dänischer Indogermanist und Polyglott
- Rasmus Rasmussen (1871–1962), färöischer Pädagoge und Schriftsteller
- Rasmus Seebach (* 1980), dänischer Singer-Songwriter und Musikproduzent
- Rasmus Sundstedt (* 1989), schwedischer Unihockeyspieler
- Rasmus Svane (* 1997), aus Dänemark stammender Schach-Großmeister
- Rasmus Villumsen (1907–1930), 1930 grönländischer Expeditionsteilnehmer, verschollen
- Rasmus Wranå (* 1994), schwedischer Curler
- Rasmus Wremer (* 1982), schwedischer Handballspieler
- Rasmus Würtz (* 1983), dänischer Fußballspieler

Zwischenname
- Emil Rasmus Jensen (1888–1967), deutscher Bildhauer

## Sportboot
- Hallberg-Rassy 35 Rasmus